# Харис Алагић
Харис Алагић (Ајндховен, 25. мај 1995) је холандски кантаутор и гитариста бошњачког порекла. Каријеру је почео 2013. године када је победио у холандској верзији такмичења Икс фактор. Углавном пева на енглеском језику. Његова породица је пореклом из Приједора.

## Дискографија

### Албуми и ЕП
- Bedroom (2015, EП)
- Side effects (2018, ЕП )
- Wilted roses (2021, ЕП )
- Obsession (2021, албум )[2]
- Beautz is a mess (2022, ЕП )

### Синглови
- Playing with fire (2013)
- Gold (2013)
- Shivers (2020)[3]